# Rubidiu
Rubidiul este un element chimic notat cu simbolul Rb și care are numărul atomic 37. Rubidiul este un metal alcalin moale, de culoare alb-argintie; în stare elementară este foarte reactiv, cu proprietăți similare altor metale alcaline, precum oxidarea rapidă în aer. Rubidiul natural este un amestec izotopic: 85Rb, singurul izotop stabil, cu o concentrație de 72%. Restul procentelor, de  28% reprezintă izotopul radioactiv 87Rb ce are timpul de înjumătățire de 49 miliarde de ani - mai mult de 3 ori vârsta estimată a Universului. 
Chimiștii germani Robert Bunsen și Gustav Kirchhoff descoperă rubidiul in 1861 datorită metodei spectroscopiei atomice.
Compușii rubidiului au diverse aplicații chimice și electronice. Rubidiul metalic este vaporizat ușor, având un spectru de absorbție bun și fiind utilizat în manipularea atomilor prin laser.
Acest metal nu este cunoscut ca având o funcție vitală pentru organismele vii. Cu toate acestea, a fost observat faptul că rubidiul ionic este asimilat de organisme similar ionului de potasiu, fiind asimilat activ de către celulele vegetale și animale datorită încărcăturii similare. 

## Istoric
Rubidiul a fost descoperit în 1861 de către chimiștii germani Robert Bunsen și Gustav Kirchhoff. Numele provine din latinul rubidus.

## Structură atomică
Un atom de rubidiu are 37 de protoni și electroni și 48 de neutroni.

## Proprietăți

### Proprietăți chimice
În oxigen rubidiul arde formând superperoxid: 
4Rb  + O2 =  2Rb2O
La temperaturi obișnuite sau la o mică încălzire rubidiul reacționează cu azotul, siliciul, sulful, halogenii și alte nemetale:
6Rb +  N2  = 2Rb3N
2Rb +  H2  =  2RbH
2Rb + Cl2  =  2RbCl (se autoinflamează)
Rubidiul reacționează intens cu acizii minerali:
2Rb + 2HBr =  2RbBr + H2
Intens reacționează cu apa. Hidrogenul care se degajă se autoinflamează:
2Rb + 2H2O = 2RbOH + H2
Rubidiul se dizolvă în amoniac lichid:
2Rb + NH3 = Rb2NH  + H2
Oxidul de rubidiu este un oxid bazic. El poate fi primit pe cale indirectă:
RbO2 + 3Rb  = 2Rb2O
El reacționează intens cu acizii, oxizii acizi și amfoteri:
Rb2O + H2O   =   2RbOH
Rb2O + H2SO4 =   Rb2SO4 + H2O
Hidroxidul de rubidiu este o bază puternică, bine solubilă în apă. El reacționează cu oxizii acizi și amfoteri, acizii, sărurile metalelor grele și de amoniu, cu unele nemetale și a.
6RbOH  + 3Br2  = 5RbBr +  RbBrO3 + 3H2O  (RbOH fierbinte)
2RbOH + CO2  = Rb2CO3  + H2O
3RbOH + Cr(OH)3=  Rb3[Cr(OH)6]
2RbOH  + ZnO  =  Rb2ZnO2  + H2O (la topire)
2RbOH  + (NH4)2CO3 =  Rb2CO3 + 2NH3 + 2H2O
3RbOH + FeCl3  =  Fe(OH)3 + 3RbCl

Sărurile de rubidiu sunt substanțe stabile, ionice, bine solubile  în apă. În soluțiile apoase ele disociază complet. Ionul de rubidiu nu hidrolizează. Cu toate acestea, unii compuși ai rubidiului totuși hidrolizează în apă. Acestea sunt sărurile acizilor slabi, hidrura de rubidiu, superperoxidul de rubidiu, nitrura, fosfura și a.:
RbH +  H2O  =  RbOH   +  H2
Rb3N   + 3H2O  =  3RbOH + NH3
2RbO2 + 2H2O  = 2RbOH + H2O2 + O2
Ionul de rubidiu nu formează anioni complecși.